# Kedichem
Kedichem (dialect: Kekum) is een dorp en voormalige gemeente in de gemeente Vijfheerenlanden in de Nederlandse provincie Utrecht. Het ligt aan de rivier de Linge en werd in 1986 landelijk bekend toen hotel Cosmopolite, waarin door de Centrumpartij werd vergaderd, afbrandde na een aanval door "antifascisten".

## Geschiedenis

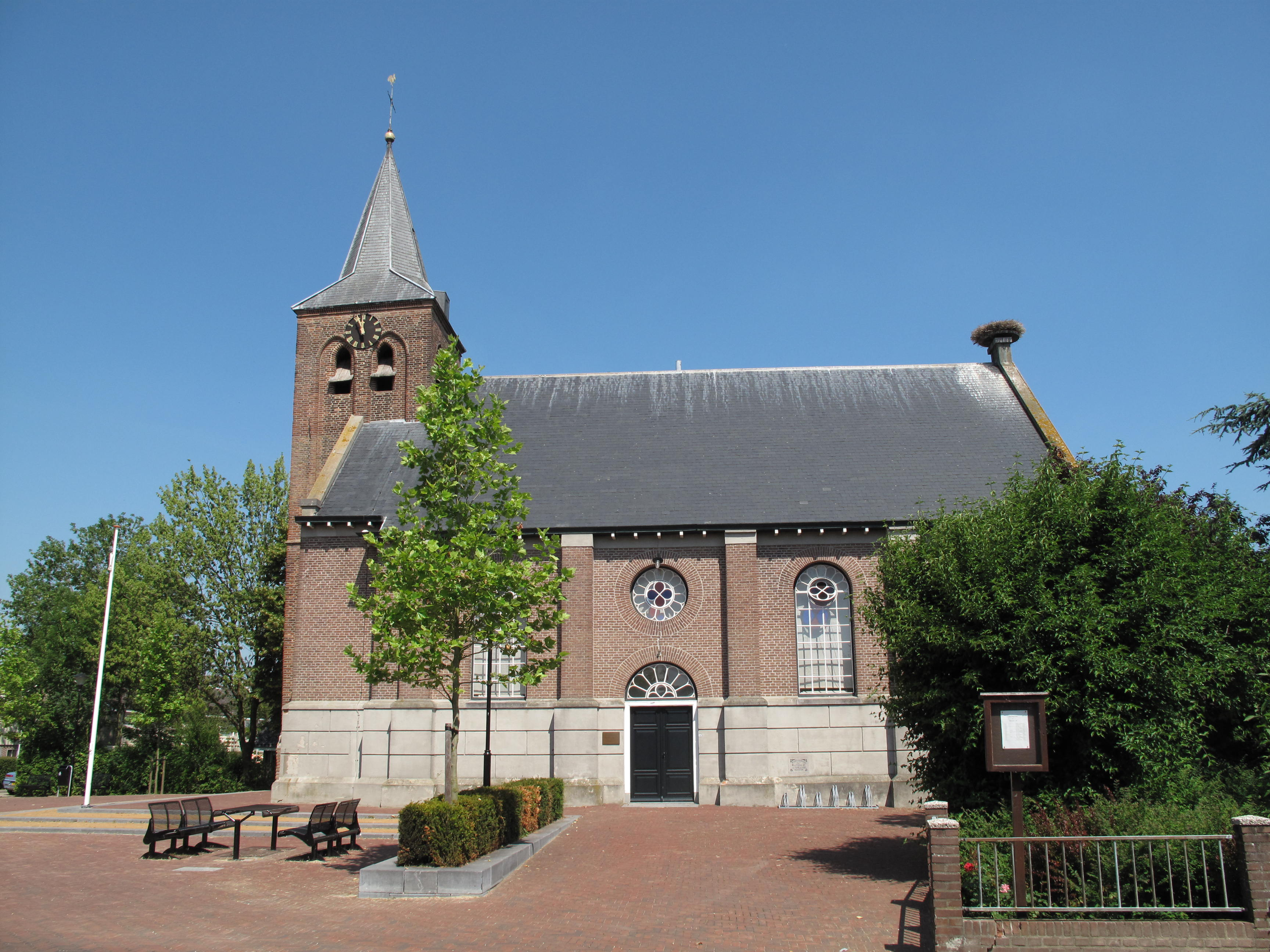
Kedichem, kerk

Kedichem is waarschijnlijk rond het jaar duizend ontstaan op een oeverwal langs de Linge. Omdat het gebied regelmatig overstroomd raakte, werd het rond 1100 bedijkt. Kedichem maakte deel uit van het Land van Arkel en was regelmatig strijdtoneel voor grensgeschillen tussen Holland en Gelre. Na 1400 werd Kedichem een schoutambacht binnen het graafschap Leerdam. 
Bij de vorming van de gemeente Kedichem op 1 januari 1812 werden ook Arkel en Spijk bij Kedichem gevoegd. Al op 1 april 1817 werden zowel Arkel als Spijk zelfstandige gemeentes. Tot de verkleinde gemeente behoorden ook de kernen Oosterwijk en  Achterdijk. In 1820  brak de rivierdijk opnieuw door. In 1867 werd de oude kerk afgebroken. Tegen de middeleeuwse toren werd een nieuwe kerk gebouwd. De vijf windmolens die de polder "Kedichem en Oosterwijk" tot dan hadden drooggehouden, werden in 1883 vervangen door een stoomgemaal. In 1909 werd een gemeentehuis gebouwd en in 1926 werd het stoomgemaal vervangen door een elektrisch gemaal. De veerdienst over de Linge naar de buurtschap Vogelswerf werd in 1965 opgeheven. In 1974 werd een dorpshuis gebouwd. Per 1 januari 1986 ging de gemeente Kedichem op in de gemeente Leerdam. De bevolking was via een dorpsraad vertegenwoordigd in de gemeente Leerdam. Op 1 januari 2019 ging Kedichem met de gemeente Leerdam op in de nieuwe gemeente Vijfheerenlanden, die deel ging uitmaken van de provincie Utrecht.
Kedichem leefde eeuwenlang van landbouw; met name van de verbouw van hennep voor touw. Op de rivierklei langs de Linge bevinden zich veel fruitboomgaarden. Na een omvangrijke ruilverkaveling zal in de uiterwaard "de Eng" een bos worden aangeplant.
Kedichem ligt aan de Waterlinieroute. Het dorp heeft sinds 4 juli 1999 een jumelage met het Franse dorp Laignelet bij Fougères (Ille-et-Vilaine). In de zomer van 2004 bracht een delegatie Kekummers een bezoek aan Laignelet.

### Centrumpartij
Op 29 maart 1986 vond in hotel Cosmopolite in Kedichem een 'verzoeningsbijeenkomst' plaats tussen de Centrumpartij en de Centrum Democraten. De plek was aanvankelijk geheim, maar toen deze rond half drie 's middags bekend werd, gingen enige honderden actievoerders tegen de partijen naar Kedichem. De aanhangers van de Centrumpartij waren net aan hun vergadering begonnen. Ze werden beschermd door slechts twee agenten. Enige tientallen actievoerders sommeerden iedereen te vertrekken, gooiden de ruiten in en smeten een aantal rookbommen naar binnen. Een daarvan bleef in een gordijn hangen, dat vlam vatte. Het hotel vloog in brand en beide partijen vluchtten weg. CD-partijleider Hans Janmaat wist via aan elkaar geknoopte lakens uit de eerste verdieping te ontsnappen, maar zijn secretaresse Wil Schuurman slingerde aan de lakens door een ruit. Ze kwam zo ongelukkig terecht dat later een van haar benen moest worden geamputeerd. De actievoerders werden belaagd door woedende dorpsbewoners, en een deel van hen werd op de rivierdijk klemgereden en gearresteerd.
De schade aan hotel Cosmopolite bedroeg tweehonderdduizend gulden; het hotel was compleet vernield. De gemeente Leerdam liet de voorgevel van het gebouw slopen wegens instortingsgevaar. Twee maanden later kwam hoteleigenaar P. In den Eng tijdens sloopwerkzaamheden om het leven. Het hotel werd later herbouwd.

## Bekende inwoners
- Hansje Bunschoten